# Almholme
Almholme – wieś w Anglii, w hrabstwie ceremonialnym South Yorkshire, w dystrykcie metropolitalnym Doncaster. Leży 31 km na północny wschód od miasta Sheffield i 238 km na północ od Londynu.